# Rasheeda
Rasheeda Buckner-Frost (25 de maio de 1982), mais conhecida pelo seu nome artístico Rasheeda (muitas vezes estilizado RaSheeda), é uma rapper americana de Atlanta, Geórgia. Rasheeda foi membro do trio de hip-hop Da Kaperz, até 2000, quando ela se lançou em carreira solo. Seu quinto álbum Certified Hot Chick, foi lançado em 18 de agosto de 2009. Ela também faz parte do hip hop/R&B duo Peach Candy, com a cantora de R&B Kandi.

## Carreira

### Começo
Rasheeda teve inicio da sua carreira como adolescente, ela e duas amigas formaram o grupo feminino de hip-hop Da Kaperz. Da Kaperz foi assinado com a gravadora D-Lo Entertainment, com quem continua a trabalhar. Apenas um ano depois, Rasheeda começou sua carreira como uma artista solo.

### 2001-04:Dirty SoutheA Ghetto Dream
Em 27 de março de 2001, ela lançou seu álbum Dirty South, sobre as gravadoras D-Lo & Motown Records, o álbum contou com aparições de Pastor Troy, Thugz Nation, Nelly, Re Re, Akon. o álbum alcançou alguma notoriedade, devido ao sucesso de seu primeiro single "Do It". Dirty South colocaria Rasheeda firmemente no Southern hip hop gênero.
Rasheeda refinou ainda mais o seu som com seu segundo álbum, A Ghetto Dream, em 2002, um lançamento independente sob o rótulo D-Lo depois de deixar a Motown Records. O som de A Ghetto Dream apresenta ritmos mais rápidos, batidas mais ousadas, e assistência de Lil' Jon & The East Side Boyz. Em 2004 foi destaque na canção do rapper Petey Pablo "Vibrate" & no single da cantora Nivea "You Like It Like That".

### 2006:GA Peach
Em 25 de abril de 2006, Rasheeda lançou seu terceiro álbum, GA Peach, o álbum é conhecido por Rasheeda pagar homenagem às suas raízes do hip-hop do sul e fazer rimais com mais letras mais intimas, combinadas com um ritmo ligeiramente mais lento. Rasheeda foi destaque no álbum da cantora Nivea "Complicated".

## Discografia

### Álbuns de estúdio
- Dirty South (2001)
- A Ghetto Dream (2002)
- GA Peach (2006)
- Dat Type of Gurl (2007)
- Certified Hot Chick (2009)

- Boss Chick Music (2012)

## Ligações Externas
- Rasheeda. no IMDb.
- «RASHEEDA EXCLUSIVE INTERVIEW». Champmagazineonline.com. Consultado em 3 de dezembro de 2011. Cópia arquivada em 19 de outubro de 2010
- «Hello My Name is Rasheeda, And I'm a MC!». Daglamsquad.com. 26 de outubro de 2010. Consultado em 3 de dezembro de 2011. Cópia arquivada em 28 de julho de 2012
- Frank, Sam. «RASHEEDA- Interview». Rapindustry.com. Consultado em 28 de junho de 2015. Arquivado do original em 24 de setembro de 2015
- Ferguson, Amber (23 de maio de 2012). «Rasheeda talks "Love & Hip Hop: Atlanta" & Being More than a Sex Symbol (exclusive)». Consultado em 25 de maio de 2012. Cópia arquivada em 1 de junho de 2012